# Levente Péter
Levente Péter (* 25. April 1986 in Miercurea Ciuc) ist ein rumänischer Eishockeyspieler, der seit 2010 beim HSC Csíkszereda in der Rumänischen Eishockeyliga und der MOL Liga spielt.

## Karriere
Levente Péter, der der ungarischsprachigen Minderheit der Szekler in Rumänien angehört, begann seine Karriere beim HC Csíkszereda, für den er bereits als 16-Jähriger in der rumänischen Eishockeyliga spielte. 2009 gewann er mit der Mannschaft die erste Austragung der multinationalen MOL Liga. Als der Klub trotz dieses Erfolges aus finanziellen Gründen den Spielbetrieb einstellen musste, wechselte Péter zum SCM Fenestela 68 Brașov, für den er ebenfalls in der MOL Liga spielte. Bereits 2010 kehrte er jedoch in seine Geburtsstadt zurück und spielt dort seither für den HSC Csíkszereda. Mit dem traditionellen Verein der Szekler in Miercurea Ciuc gewann er 2011 erneut die MOL Liga und außerdem 2011, 2012 und 2013 die rumänische Landesmeisterschaft sowie 2011, 2014 und 2016 den nationalen Pokalwettbewerb.

### International
Péter spielt international im Gegensatz zu anderen Szeklern, die für Ungarn antreten, für sein Geburtsland Rumänien. Bereits im Juniorenbereich war er bei internationalen Turnieren aktiv: Er spielte bei den U18-Weltmeisterschaften 2003 in der Division II und 2004 in der Division I. Im U20-Bereich trat er 2004, 2005 und 2006 in der Division II an.
Sein Debüt in der Herren-Nationalmannschaft gab Péter bei der Weltmeisterschaft der Division II 2010. Auch 2011 spielte er mit den Rumänen in der Division II, als beim Turnier in Zagreb der Aufstieg in die Division I gelang. Er steuerte dazu ein Tor und fünf Vorlagen bei. Anschließend spielte er 2012 und 2013 in der Division I.
Zudem vertrat er seine Farben beim Qualifikationsturnier für die Olympischen Winterspiele in Sotschi 2014.

## Erfolge
- 2003 Aufstieg in die Division I bei der U18-Weltmeisterschaft der Division II, Gruppe B
- 2009 Sieger der MOL Liga mit dem HC Csíkszereda
- 2011 Sieger der MOL Liga mit dem HSC Csíkszereda
- 2011 Rumänischer Meister und Pokalsieger mit dem HSC Csíkszereda
- 2011 Aufstieg in die Division I bei der Weltmeisterschaft der Division II, Gruppe B
- 2012 Rumänischer Meister mit dem HSC Csíkszereda
- 2013 Rumänischer Meister mit dem HSC Csíkszereda
- 2014 Rumänischer Pokalsieger mit dem HSC Csíkszereda
- 2016 Rumänischer Pokalsieger mit dem HSC Csíkszereda

## MOL-Liga-Statistik
(Stand: Ende der Saison 2015/16)